# Andrew C. Revkin
Andrew C. Revkin est un journaliste, écrivain, environnementaliste et professeur américain né en 1956 en Rhode Island. Il écrit sur un large éventail de sujets, comme par exemple la destruction de la forêt amazonienne, le tsunami asiatique de 2004, le développement durable, le changement climatique ou encore l'évolution de l'environnement autour du pôle Nord. Il est le directeur fondateur de l'initiative sur la communication et le développement durable à l'Institut de la Terre de l'Université Columbia. Avant cela il est conseiller stratégique en journalisme scientifique et environnemental à la National Geographic Society.
Jusqu'en 2017, Andrew Revkin est le journaliste principal pour le changement climatique à la rédaction du journal indépendant d’investigation ProPublica. Il est journaliste pour le New York Times de 1995 à 2009. En 2007, il crée Dot Earth, le blog environnemental du Times.
De 2010 à 2016 il est le chercheur principal en environnement à l'Université Pace. Il est également auteur-compositeur-interprète et accompagne fréquemment le musicien folk Pete Seeger.

## Biographie

### Jeunesse
Andrew Charles Revkin est né en 1956 dans l'État de Rhode Island, où il grandit. Il est diplômé de biologie à l'Université Brown en 1978. Il obtient ensuite un master en journalisme à l'École supérieur de journalisme de l'Université Columbia.

### Carrière
Au début de sa carrière, Andrew Revkin occupe les postes de rédacteur en chef et de rédacteur principal des magazines Discover et Science Digest.

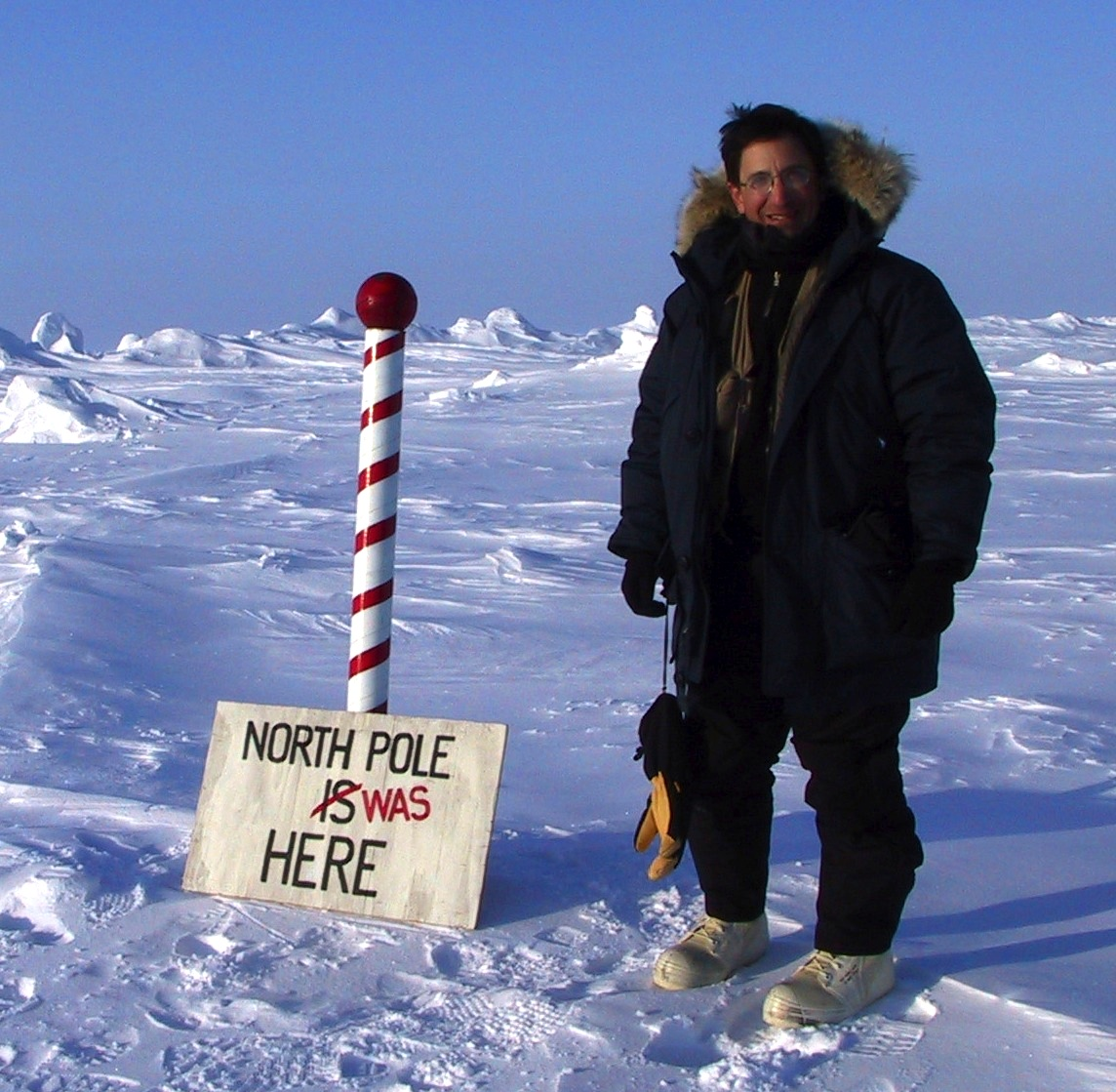
Andrew Revkin fait en 2003 un reportage sur un camp de recherche au pôle Nord pour le New York Times.

Entre 1995 et 2009, il écrit des articles sur l'environnement pour le New York Times. En 2003 il devient le premier journaliste du Times à publier des articles sur le pôle Nord. En 2005-2006 il raconte l'histoire de l’ingérence du gouvernement Bush dans la recherche scientifique, en particulier à la NASA.
Il rejoint en 2010 l'Académie d'études environnementales appliquées de l'Université Pace en tant que chercheur principal en compréhension de l'environnement.
Il écrit également des livres sur l’apprentissage de la météorologie et du climat par l'humanité, l'ancien et le futur Arctique, la forêt amazonienne et le réchauffement planétaire. Il est interviewé par le magazine Seed à propos de son livre The North Pole Was Here, publié en 2006. Il souligne que « la chose difficile à expliquer aux journalistes et à la société, c'est qu'il s'agit véritablement d'un problème d'une ampleur centenaire ».
Andrew Revkin fait partie de ceux qui développement l'idée que l'être humain, à travers des impacts croissants sur le climat de la Terre et d'autres systèmes critiquent, crée une époque géologique distincte, l'Anthropocène. Il fait partie du groupe de travail sur l'Anthropocène de 2010 à 2016. Ce groupe est chargé par une branche de la Commission internationale de stratigraphie de trouver des preuves corroborant la justification d'un changement formel de l'échelle des temps géologiques.

### Auteur-compositeur-interprète
Multi-instrumentiste et auteur-compositeur, Andrew Revkin dirige un ensemble folk de la vallée de l'Hudson appelé Breakneck Ridge Revue. Il joue régulièrement avec Pete Seeger entre 2003 et 2014 et est membre de Uncle Wade, un groupe de blues-folk. Son premier album sorti en novembre 2013, présente des collaborations avec Dar Williams, Mike Marshall et Bruce Molsky.

## Œuvres
- (en) Andrew C. Revkin, The Burning Season : The Murder of Chico Mendes and the Fight for the Amazon Rain Forest, Washington, Island Press, 1990, 343 p. (ISBN 978-1-55963-089-4).
- (en) Andrew C. Revkin, Global Warming : Understanding the Forecast, New York, Abbeville Publishing Group, 1992, 180 p. (ISBN 978-1-55859-310-7).
- (en) Andrew C. Revkin, The North Pole Was Here : Puzzles and Perils at the Top of the World, Boston, Kingfisher, 2006, 128 p. (ISBN 978-0-7534-5993-5).
- (en) Andrew C. Revkin, Weather : An Illustrated History, from Cloud Atlases to Climate Change, New York, Sterling, 2018, 212 p. (ISBN 978-1-4549-2140-0 et 1-4549-2140-4).

## Influence
Deux films sont inspirés des ouvrages d'Andrew Revkin. Le premier est un téléfilm diffusé en 1994, intitulé The Burning Season, réalisé par John Frankenheimer et mettant en vedette Raúl Juliá dans le rôle titre de Chico Mendes le défenseur de la forêt amazonienne assassiné en 1998. Il se base sur la biographie de Chico Mendes écrite par Andrew C. Revkin. Le deuxième Rock Star est une comédie dramatique américaine sortie en 2001 réalisé par Stephen Herek et avec Mark Wahlberg et Jennifer Aniston. Il est basé sur A Metal-Head Becomes a Metal-God. Heavy un article d'Andrew Revkin publié en 1997 sur le New York Times. L'article décrit comme le chanteur d'un groupe en hommage à Judas Priest a remplacé son idole dans le vrai groupe.